# Habitatge al carrer Catalunya, 48 (el Rourell)
L'Habitatge al carrer Catalunya, 48 és una obra eclèctica del Rourell (Alt Camp) inclosa a l'Inventari del Patrimoni Arquitectònic de Catalunya.

## Descripció
Edifici entre mitgeres, de planta baixa, dos pisos i golfes. La façana és simètrica. A la planta baixa hi ha tres obertures: La principal, centrada, d'arc escarser amb la data 1906 pintada; i dues laterals, una d'elles tapiada. Al primer pis hi ha tres balcons, el del mig més sobresortint. Al segon pis, separat mitjançant una imposta, hi ha un balcó, centrat, i dues finestres rectangulars amb ampit motllurat. Les golfes se separen també amb una imposta i tenen tres obertures rectangulars, les dues laterals tapiades. L'edifici es corona amb cornisa sobresortint, damunt de la qual s'ha afegit una nova construcció.
Del conjunt cal remarcar la combinació d'elements d'estils diferents, uns de caràcter modernista i uns altres de caràcter classicitzant.
A la porta lateral dreta hi ha la data de 1903 i les inicials R.P.